# غريفونية جميلة
غريفونية جميلة (الاسم العلمي:Griffonia speciosa) هي نوع من النباتات تتبع جنس الغريفونية من الفصيلة البقولية.